# Plaion
Plaion (Eigenschreibweise PLAION) ist ein 1994 von Franz Koch und Klemens Kundratitz als Koch Media gegründetes Medienunternehmen, das seit Anfang August 2022 seinen heutigen Namen trägt. Der Konzern (Plaion Holding) mit Hauptsitz in Höfen in Tirol ist ein internationaler Produzent und Vermarkter von PC- und Konsolenspielen, Infotainment-CDs, Software und Filmen auf DVD und Blu-ray. Darüber hinaus befinden sich auch eigene Kinolizenzen im Programm. Plaion ist ein Tochterunternehmen der schwedischen Embracer Group (bis 2019 THQ Nordic).

## Geschichte

Logo von Koch Media

Die Gründung der Koch Media Holding mit Sitz in Höfen, der Koch Media Deutschland, Schweiz und Österreich und der Koch Media Ltd. England fand 1994 statt. Koch Medias erste Produkte beschränkten sich auf die Veröffentlichung von Musik auf CD. Der erste vertriebene Softwaretitel von Koch Media war eine Bahnsimulation der Semmeringbahn. 1997 wurde ein eigenes Auslieferungslager (neben dem Zentrallager in Höfen) der Koch Media in England errichtet. Ein Jahr später stieg das Unternehmen in das E-Business ein und gründete den Geschäftsbereich media-e.com in Deutschland und Österreich. 2001 wurde die Koch Media srl in Italien eröffnet und im Folgejahr das eigene Spielelabel Deep Silver als Geschäftssparte der Koch Media gegründet. 2005 wurde die bestehende französische Firma SG Diffusion gekauft und am 1. Januar 2006 in die Koch Media SAS mit Sitz in Paris umgewandelt.
2008 wurde die Deep Silver Inc. in den USA gegründet und die spanische Vertriebsfirma PROEIN S.L. übernommen. Im Juli 2009 eröffnete Koch Media eine neue Benelux-Geschäftsstelle.
Am 14. Februar 2018 gab der schwedische Computerspiel-Konzern THQ Nordic bekannt, Koch Media für 121 Millionen Euro aufzukaufen. Der neue Eigner versprach, das Unternehmen weiterhin operativ eigenständig zu führen, bestehende Arbeitsverhältnisse zu wahren und in Entwicklung befindliche Spiele fortzuführen. Im Februar 2019 gab Koch die Übernahme des Entwicklers Warhorse Studios für 33,2 Millionen Euro bekannt. Im gleichen Monat übernahm Koch Media zur Stärkung der Präsenz im australischen Computerspielmarkt den australischen Publisher 18point2. 2019 wurde der italienische Rennspielspezialist Milestone übernommen. 2020 wurden Sola Media für 2,3 Millionen Euro, Vertigo Games für 50 Millionen Euro und das polnische Studo FlyingWildHog Games für 137 Millionen Dollar übernommen. SpringboardVR wurde von der Koch Media in die Tochtergesellschaft Vertigo Games im Februar 2021 eingegliedert. Im August 2021 wurden das französische Studio DigiXArt und das niederländische Studio Force Field übernommen. Splatter Connect, eine Field-Marketing-Agentur, wurde von Koch im Oktober 2021 übernommen. Im Dezember 2021 wurde Spotfilm Networx in die Koch Media Gruppe aufgenommen, welche sich auf YouTube Marketing spezialisiert hat. Im März 2022 übernahm Koch Media die US-amerikanischen Development Plus Inc. welche sich auf die Herstellung von Sammler-Edition spezialisiert hat.
Am 4. August 2022 teilte Koch Media mit, sich nach 28 Jahren weltweit in Plaion umzubenennen, mit einem grünen Play-Button als neuem Logo.

## Geschäftsfelder
Die Geschäftsfelder von Plaion erstrecken sich insbesondere auf folgende Bereiche:
- Im Bereich Software vertreibt Koch Media die Produkte von Herstellern wie Kaspersky Lab, Lexware, Pinnacle Systems, Digital Publishing, Linguatec, der Akademischen Arbeitsgemeinschaft und vielen weiteren Unternehmen.
- Im Bereich der Computerspiele tritt Koch Media unter seinem Premium-Label Deep Silver auf. Koch Media vermarktet darüber hinaus als Distributor die Produkte anderer Computerspielhersteller in Europa.
- 2003 stieg Koch Media zusätzlich mit dem Geschäftsfeld Home Entertainment in den DVD-Bereich ein. Im Mittelpunkt standen ursprünglich Filmklassiker sowie selten gezeigte Genre-Filme. Inzwischen gehören aber auch zahlreiche Fernsehserien (unter anderem King of Queens, McLeods Töchter, Catweazle, Dr. Quinn – Ärztin aus Leidenschaft, Kimba, Farscape, Allein gegen die Mafia, Sliders, Hulk, Die Sieben-Millionen-Dollar-Frau) und Erstveröffentlichungen zum Sortiment. Bereits 2007 kam mit Tödliche Entscheidung zum ersten Mal ein Film von Koch Media in die deutschen Kinos.
- Für Dokumentationsformate wurde der YouTube-Kanal TemporaTV gegründet, der inzwischen auch über verschiedene IPTV-Plattformen wie Zattoo, Roku und Joyn als regulärer Fernsehsender verfügbar ist, und dessen Angebote Teil des Netzkino sind.
- Seit der Übernahme von KSM und Anime Limited ist Plaion auch auf dem Anime-Markt vertreten. KSM gehört zu den Big-5 Anime-Publishern in Deutschland.[19][20]

## Niederlassungen
Plaion ist mit eigenen Landesniederlassungen in Deutschland, Österreich, Schweiz, Italien (seit 2000), England, Frankreich (seit Oktober 2005), den USA (seit April 2008) und seit Juli 2008 mit der Übernahme der Vertriebsfirma PROEIN S.L. von der SCi Entertainment Group in Spanien vertreten. Im Februar 2009 wurde mit Koch Media Nordics eine Verkaufs- und Vermarktungszweigstelle in Skandinavien gegründet. Im Juli 2009 eröffnete Koch Media eine Geschäftsstelle in Benelux.

## Tochterunternehmen und Marken

### Deep Silver
Deep Silver ist ein Tochterunternehmen und Label für Plaions Aktivitäten im Bereich der Computerspiele.
Schon kurz nach der Gründung von Koch Media im Jahr 1994 und den ersten Erfahrungen mit dem Vertrieb von Anwendersoftware nahm das Unternehmen auch CD-ROM-Spiele in sein Portfolio auf. 2002 gründete Koch Media schließlich sein eigenes Games-Label Deep Silver und entwickelte seither zunehmend auch eigene Marken. Parallel dazu übernimmt Deep Silver auch die Distribution der Produkte anderer Hersteller auf dem europäischen Markt.
Im Januar 2013 übernahm das Unternehmen bei der Zerschlagung des insolventen US-Publishers THQ nach Auktion das Entwicklungsstudio Volition und dessen Spielereihe Saints Row sowie die Rechte an Metro: Last Light. Ebenso stieg Koch Media in das Mobile-Game-Geschäft mit dem Kauf des Hamburger Entwicklerstudios Fishlabs ein und erwarb 2014 die Marke Homefront und alle dazugehörigen Assets sowie das mit der Weiterentwicklung der Reihe beauftragte britische Entwicklerstudio von Crytek. Das Studio firmiert seither als Deep Silver Dambuster Studios.

### Plaion Pictures
Plaion Pictures mit Sitz in Planegg bei München ist ein Filmverleih und Home-Entertainment-Vertrieb der Plaion GmbH. Das Unternehmen erwirbt National und International Film- und Serien-Lizenzen und wertet diese im Kino, TV, VoD und DVD/Blu-Ray aus. Plaion Pictures hat Niederlassungen in Deutschland, Österreich, Schweiz, England, Frankreich, Spanien, Italien, Skandinavien und den USA. Das Angebot erstreckt sich über Animes, Dokumentationsfilme, Serien, Arthouse-Filme und Mainstream-Filme. Zum Portfolio von Plaion Pictures gehören unter anderem Lady Macbeth und Notruf California. Plaion Pictures nutzt für die Veröffentlichungen teilweise den eigenen Namen und teilweise das inzwischen zu Plaion Pictures gehörende Label KSM mit seinen Sublabels. Plaion Pictures vertreibt nicht nur das eigene Lizenz-Portfolio, sondern übernimmt auch den Vertrieb externer Label-Marken. Seit dem Oktober 2020 werden auf dem YouTube-Kanal Moviedome einige Actionfilme kostenfrei als Video-on-Demand bereitgestellt. Seit Oktober 2022 betreibt Plaion Pictures den deutschen Streamingdienst Netzkino.
Plaion Pictures wurde 2003 als Abteilung der Koch Media Holding unter dem Namen Koch Media Home Entertainment gegründet. 2006 wurde die Koch Media Licensing GmbH gegründet, welche das Lizenzgeschäft des Labels durchführt. Ab 2009 stieg Koch Media international in das Filmsegment ein, unter anderem werden Filme und Serien in Italien und Großbritannien vertrieben. 2015 erfolgte die Umfirmierung der Koch Media Licensing GmbH zur Koch Films GmbH. Im Dezember 2019 übernahm Koch Films die Firma RG Vision GmbH, mit Sitz in Mainz. Somit übernahm Koch Films auch den Anime- und Merchandise-Shop Anime Planet. Der Shop wurde zum offiziellen KSM-Anime-Shop erklärt, behielt aber seinen Namen. RG-Vision ging im selben Monat in die Koch Films GmbH auf. Anfang August 2022 erfolgte die Umbenennung in Plaion Pictures.

### KSM
KSM ist ein Label der Plaion Pictures. KSM wurde 2003 als ein Independence-Publisher-Firma unter dem Namen KSM Krause & Schneider Multimedia und Rechtsform einer OHG in Hochheim am Main gegründet. 2006 erfolgte die Umfirmierung zur KSM und die Änderung der Rechtsform zur GmbH. Der Firmensitz wurde 2010 nach Wiesbaden verlegt. Das Portfolio von KSM umfasst Animes, Dokumentationsfilme, Serien und Filme. Bereits seit 2007 vertreibt KSM Animes in seinem Portfolio und konnte sich, mit dem 2014 gegründetem Label KSM Anime, auf Platz zwei der Big 5 der deutschen Anime-Publisher etablieren. Die KSM GmbH wurde im August 2019 durch Koch Films aufgekauft und ging im Dezember 2019 in ihr auf. Seitdem besteht der Name KSM nur noch als Label der Koch Films (seit Anfang August 2022 Plaion Pictures). Das Label KSM hat mit KSM Anime, New KSM, New KSM Cinema und KSM Klassiker mehrere Sublabels.